# Walter Görig

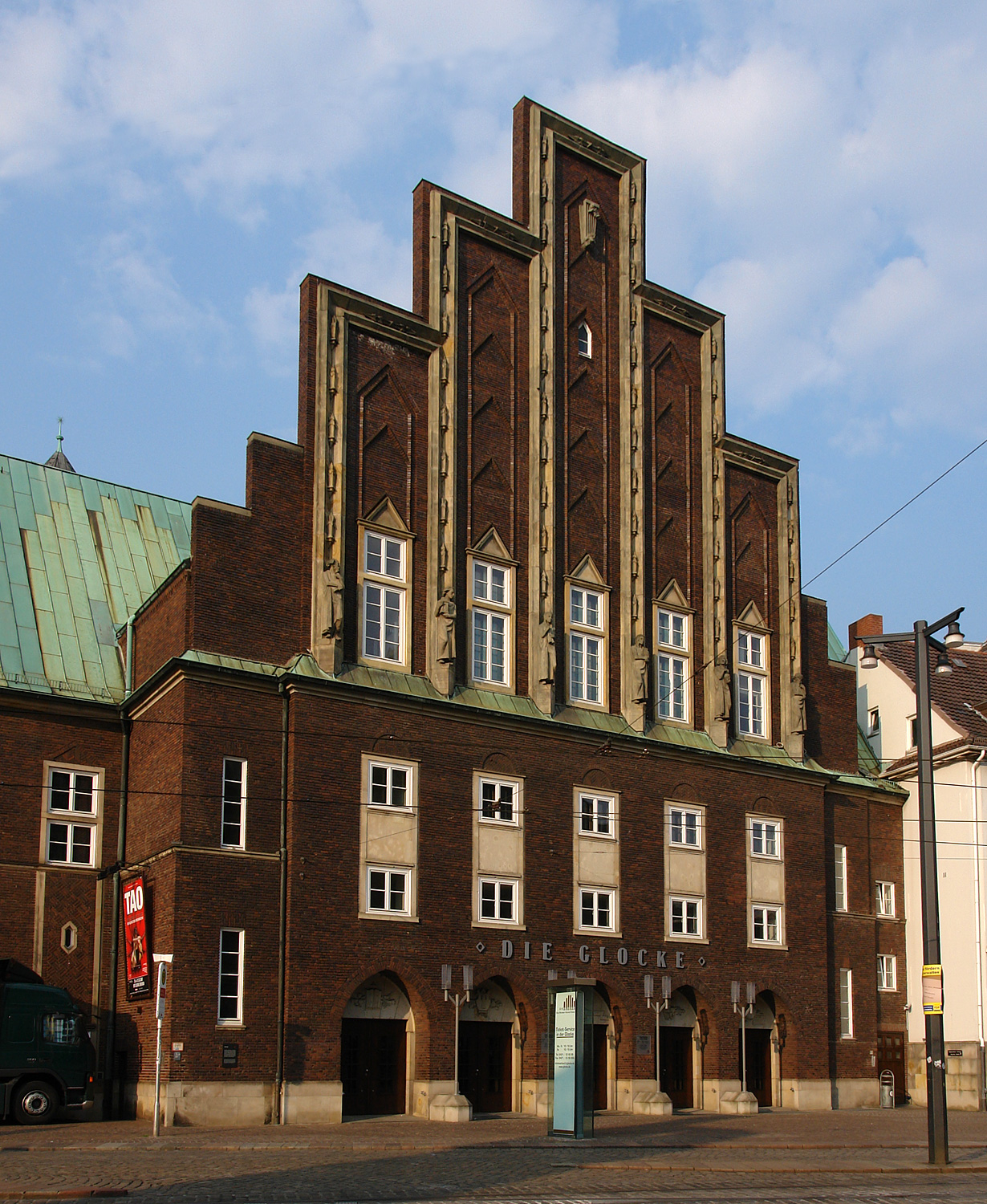
Die Glocke, 1926–1928

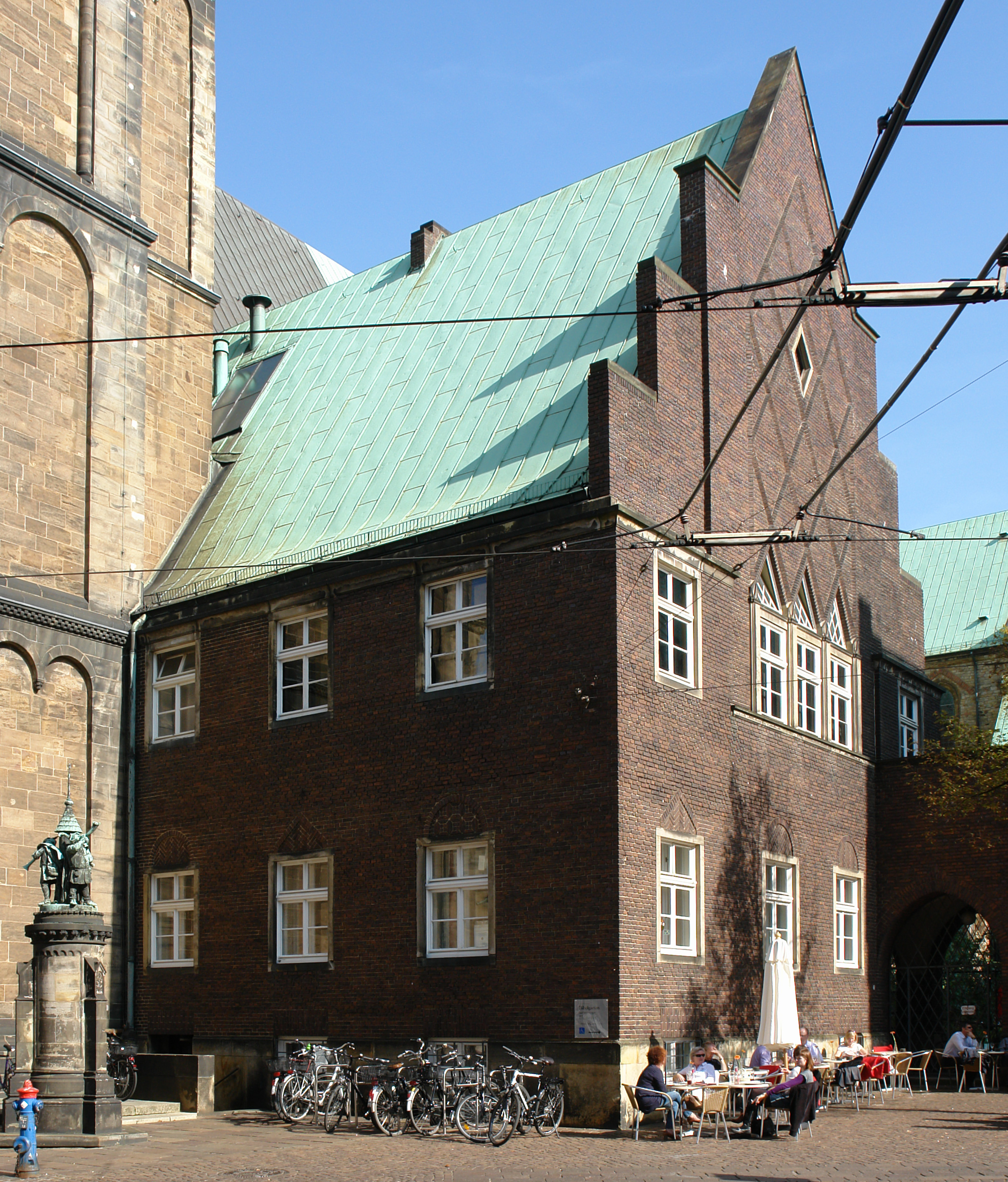
Küsterhaus

Walter Görig (* 4. März 1885 in Idar; † 7. April 1974 in Bremen) war ein deutscher Architekt.

## Biografie

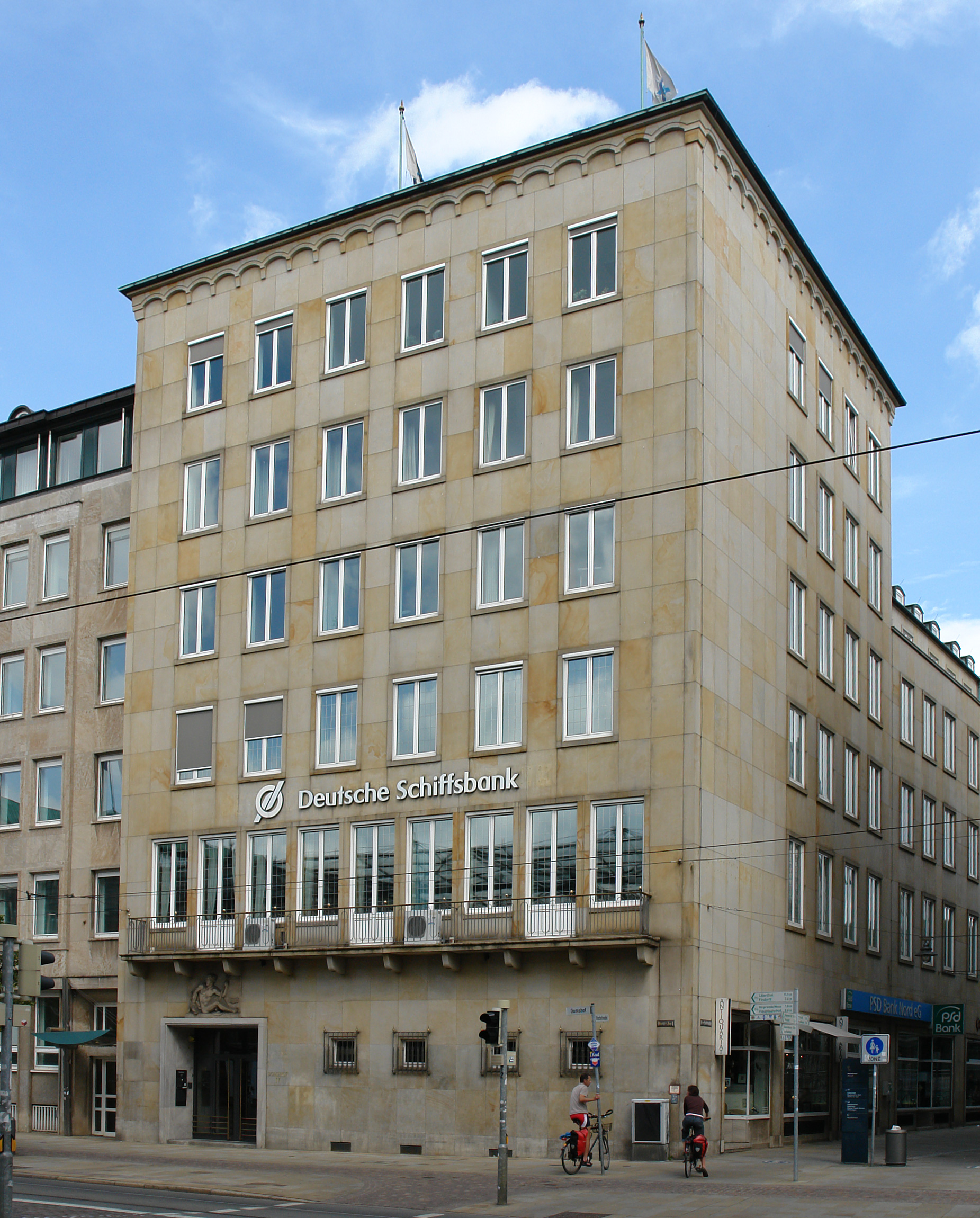
Deutsche Schiffsbank, 1952

Görig absolvierte nach dem Besuch eines Gymnasiums eine Maurerlehre. Er studierte an der Technischen Hochschule Darmstadt Architektur. Während seines Studiums wurde er 1902/1903 Mitglied der Burschenschaft Markomannia Darmstadt. Er arbeitete dann zunächst in Hamburg in der Baubehörde. Seit 1908 war Görig im Architekturbüro von Wilhelm Ostwald in Bremen tätig.
Ab 1914 hatte er ein eigenes Büro. Nach der Militärdienstzeit im Ersten Weltkrieg, in dem er 1915 verwundet wurde und den linken Zeigefinger verlor, konnte er in den 1920er Jahren eine Reihe von Bauten entwerfen und realisieren, u. a. das Friesenhaus im Spitzenkiel in Bremen. 1927–1928 wurden nach seinen Plänen Die Glocke an der Domsheide und 1929–1930 die evangelische Kirche in Bremen-Oslebshausen, beide in expressionistischer Backsteinarchitektur, erbaut. Ab 1930 war er Dombaumeister am Bremer Dom.
Nach dem Zweiten Weltkrieg entstanden nach seinen Plänen eine Reihe von Wohn- und Geschäftshäusern in Bremen, u. a. die Landeszentralbank Am Wall (zusammen mit Friedrich Schumacher) und die Deutsche Hypotheken- und Schifffahrtsbank am Domshof.

## Werke
- 1921: Wohnhaus Schwachhauser Ring 118/120, Bremen, Wiederaufbau 1953 von Wulf Schaefer
- 1921: Wohnhaus Schwachhauser Ring 112, Bremen
- 1922: Wohnhaus Sigmund Freudenberg, Schwachhauser Ring 110, Bremen
- um 1922: Kontorhaus „Friesenhaus“, Spitzenkiel 14–15A/Ansgaritorstraße 12, Bremen, Wiederaufbau 1948–1950 von Herbert Anker
- 1922: Umbau Landhaus Böving
- 1923–1924: Wohnhaus Carl F. W. Borgward, Schwachhauser Ring 89; noch vor Fertigstellung Verkauf an Karl Biehusen
- 1924: Wohnhaus, Schwachhauser Heerstraße 115, Bremen[3]
- 1926–1928: Die Glocke, Domsheide 6–8, Bremen[4][5]
- 1926–1928: Gemeindehaus der Domgemeinde, Sandstraße 10–12, Bremen
- 1926–1928: Küsterhaus der Domgemeinde, Am Dom 1, Bremen
- 1927–1928: Haus Mittelviefhaus, Hartwigstraße 47, Bremen
- 1927–1938: Ev. Diakonissenhaus, Nordstraße, Bremen[6]
- 1928: Erweiterungsbau Elisabethstift, Philosophenweg 1, Oldenburg[7]
- 1929–1930:  Kirche, Pfarrhaus und Gemeindesaal Oslebshausen, Bremen[8]
- 1930: Haus Dr. Jungermann, Ratsherr-Schulze-Weg 4, Oldenburg (Abbruch 1985)[9]
- 1936: Norddeutsche Mende-Rundfunk GmbH, Bremen[10]
- 1949: Landeszentralbank Bremen[11]
- 1952: Deutsche Schiffsbank, Bremen[12][13]
- 1952 und 1960: Predigerhäuser der Domgemeinde, Sandstraße 13 und 14, Bremen

## Ehrungen
- Eisernes Kreuz, II. Klasse
- Bremer Hanseatenkreuz
- Oldenburger Friedrich-August-Kreuz